# ایکستلاهواک د رایون
ایکستلاهواک د رایون (به اسپانیایی: Ixtlahuaca de Rayón) از شهرهای کشور مکزیک است که در ایالت استادو د مخیکو قرار دارد و جمعیت آن طبق سرشماری سال ۲۰۱۰ میلادی ۱۳۶٬۶۹۶ نفر بوده است.